# Pitufo verde y verde pitufo
Pitufo verde y verde pitufo, también traducida como El pitufo verde y el verde pitufo y Guerra por el idioma en el francés original Schtroumpf vert et Vert Schtroumpf) es la decimoctava historieta de Los Pitufos escrita y dibujada por Peyo en 1972

## Trayectoria editorial
Originalmente publicada de forma seriada en 1972 en los números 1808 a 1836 de la revista Le Journal de Spirou y al año siguiente en formato álbum junto a una recopilación de trece historietas cortas de los pitufos compitiendo en pruebas deportivas titulada Juegos pitufolímpicos.

## Argumento
Un pitufo del norte de la Aldea Pitufa le pide prestado su "saca-pitufos" al Pitufo Manitas, que vive al sur de la aldea. El Pitufo Manitas le corrige diciéndole que eso es un "pitufa-corchos".
Ocho días más tarde, el Pitufo Manitas le dice al pitufo del norte que le devuelva su pitufa-corchos, pero el pitufo le insiste en que eso se llama saca-pitufos. La discusión aumenta hasta que deciden preguntarle al Gran Pitufo.
El Gran Pitufo está en su laboratorio con un experimento muy importante, así que les dice que vuelvan en otro momento. Los demás pitufos se involucran en la discusión; los pitufos del norte están de acuerdo en que "pitufar" debe ir al final de las palabras compuestas (como en "saca-pitufos"), mientras que los pitufos del sur opinan que debe ir al principio (como en "pitufa-corchos"). La discusión del tema solo logra causar tensión entre los dos lados de la aldea.
Esa noche, durante la obra teatral "Pitufita Roja", interpretada por pitufos del sur, la parte del público que son pitufos del norte interrumpen constantemente la obra para corregir la gramática de los actores, en detalles como que el título debería ser "Caperucita Pitufa", entre otras cosas. Las interrupciones continúan hasta el punto en que la obra da lugar a una pelea. El Gran Pitufo los interrumpe y señala lo tonto que es pelearse por una simple forma de hablar. Al principio los pitufos piensan que tiene razón, pero al momento de hacer las paces, vuelven a discutir respecto a "estrecharse la pitufa" o "pitufarse la mano".
Al día siguiente, el Gran Pitufo ve que las cosas parecen haber vuelto a la normalidad y le dice al Pitufo Poeta que le pida al Pitufo Fortachón que prepare las herramientas para trabajar en el puente, a lo que el Pitufo Poeta se niega porque el Pitufo Fortachón es del norte, y no quiere ver a los del norte ni en pintura. Para aliviar las tensiones, el Gran Pitufo sugiere que jueguen a la pelota en vez de trabajar. Esto funciona al principio, pero cuando el Pitufo Gruñón, en un acto de apatía, patea la pelota, el juego pasa a convertirse en un partido de fútbol del norte contra el sur. Otros pitufos se reúnen a ver el juego y empiezan a darle ánimo al equipo de su lado, para luego insultar al otro lado. La tensión regresa para quedarse, y en los días que siguen los pitufos de cada lado de la aldea tratan a los del otro lado ya sea con indiferencia, insultos o bravatas de superioridad.
Finalmente, un pitufo del norte demarca una frontera que divide el norte y el sur de la aldea, para mantener separados a los dos grupos. Esto significa que deben quedarse a su propio lado de la frontera. En el caso de un pitufo, la frontera pasa por el medio de su casa, y casi se vuelve loco porque no sabe si es del norte o del sur: por ejemplo, si se prepara un "huevo pasado por pitufa" al lado norte de la casa, se convierte en un "pitufo pasado por agua" al llevarlo a la mesa que está al lado sur.
Todo este tiempo, el Gran Pitufo ha estado en su laboratorio trabajando en su experimento (cuya naturaleza nunca se explica) pero cuando finalmente tiene éxito y llama a los demás pitufos para celebrarlo, ya es demasiado tarde: la tensión ha llegado a su punto culminante, y los pitufos del norte y del sur finalmente se enfrentan a golpes en una batalla sin cuartel. Las súplicas del Gran Pitufo para que se detengan son en vano.
En una última medida desesperada para restaurar el orden, el Gran Pitufo recurre a Gargamel, el malvado hechicero que es enemigo jurado de los pitufos. Cuando lo mira a los ojos, el Gran Pitufo pronuncia el hechizo del retromimetismo, que causa inmediatamente que él y Gargamel intercambien apariencias físicas: Gargamel se convierte en el Gran Pitufo y el Gran Pitufo se convierte en Gargamel.
Azrael, el gato de Gargamel, se asusta cuando escucha la voz de su amo provenir del cuerpo del Gran Pitufo y se retira, confundido.
El Gran Pitufo (como Gargamel) y Gargamel (como el Gran Pitufo) vuelven juntos a la aldea pitufa donde la batalla continúa. Sin embargo, al ver que Gargamel ataca, los pitufos de ambos lados se reúnen para luchar contra su enemigo común. El Gran Pitufo (como Gargamel) se deja vencer y es atado. Tal como esperaba, los pitufos han aprendido a mantenerse unidos, pero cuando dice que es el Gran Pitufo, se burlan de él y rehúsan a liberarlo.
El verdadero Gargamel, con la apariencia del Gran Pitufo, entra al laboratorio y encuentra en los libros el hechizo del retromimetismo. Así, él y el Gran Pitufo recuperan su verdadera apariencia. Inmediatamente, Gargamel aprovecha la oportunidad para perseguir y atrapar a los pitufos, que huyen de la aldea al bosque, pero entonces se encuentran con Azrael que ataca a Gargamel, porque cree que sigue siendo el Gran Pitufo con la apariencia cambiada.
Todos los pitufos escapan con éxito, y Gargamel no consigue hallar el camino de regreso a la Aldea Pitufa. Al principio parece que la paz ha vuelto, pero entonces el Gran Pitufo escucha otra discusión acerca de si es "saca-pitufos" o "pitufa-corchos". Para evitar más conflictos, decreta que de ahora en adelante no se use ninguna palabra compuesta, así que de ahora en adelante sería "el objeto que pitufa las botellas".
Sin embargo, los pitufos encuentran muy difícil el uso de este nuevo idioma políticamente correcto, porque se necesitan nuevas formas de expresión complicadas y las descripciones están sujetas a diferentes interpretaciones, así que los problemas idiomáticos del País de los Pitufos no parecen haberse resuelto aún del todo.

## Comentarios
La trama está basada en las tensiones lingüísticas en Bélgica, el país de Peyo (ver cuestión lingüística en Bélgica), entre las comunidades de flamencos y valones, que continúan en la actualidad. Este problema preocupaba a Peyo, por lo que esta es la única historieta de los pitufos que no tiene un "final feliz" completo, ya que como se ve al final de la historia, el problema no está realmente resuelto.